# 崔適
崔適（1852年—1924年），字懷瑾，一字觶甫，亦作觶廬，浙江吳興（今屬湖州市）人。近代經學家、史學家。

## 簡介
崔適初受學於俞樾，與章太炎同門，治校勘訓詁之學。後受康有為《新學偽經考》的影響，專治今文經學，成为近代今文經學的代表之一。曾任教於北京大學。所著《春秋復始》，以《春秋穀梁傳》為古文；《史記探源》，以《史記》本是今文學，為劉歆所竄亂，乃雜有古文說。其他著作有《五經釋要》、《論語足徵記》等。錢玄同、顧頡剛等曾受教於崔適門下，經學思想受其影響頗大。

## 著作

### 史記探源
崔適撰《史記探源》一書，以其今文經學為核心思想，謂史記本屬今文經學，由於劉歆竄亂，乃雜有古文說。又謂劉歆偽造左傳，凡史記中出於左傳的內容，皆為劉歆所竄入，甚至直謂劉歆續史記。再者，史記有部分亡佚，班固曾指出其中十篇缺，有錄無書。該書更進一步說史記中有二十九篇為後人所補和妄人所續。而前人認定已亡佚的〈孝景本紀 （页面存档备份，存于）〉，該書卻又說「蓋此紀實未亡耳」。這些說法，姑不論是否全部合乎實際，此書作為一家之言，對於攻研《史記》一書的學人來說，仍頗有閱讀價值。
胡適開出的「一個最低限度的國學書目」，不收司馬遷的《史記》，但有崔適的《史記探源》。

## 影響
崔適的學生錢玄同、顧頡剛等受其影響頗深。錢玄同由古文經學轉向今文經學、顧頡剛開創古史辨派，很大程度上受到崔適的啟發。

## 評論
崔適與章太炎同出俞樾門下，思想傾向卻正好對立，崔主今文，章主古文。錢玄同曾分別受業於二人門下，歸結出「這兩派對於古籍不實事求是，都犯了從主觀成見出發的錯誤」。

## 備註
1. ↑  觶，漢語拼音：zhì，注音符號：ㄓˋ 。
2. ↑  《讀書雜誌》第7期，1923年3月4日。 （页面存档备份，存于）
3. ↑  顧頡剛：《古史辨》第一冊總序〈我是怎樣編寫《古史辨》的？〉，上海：上海古籍出版社，1982年11月1版1刷。